# Điền Liêu

Vị trí tại Cao Hùng

Điền Liêu (tiếng Trung: 田寮區; bính âm: Tiánliáo Qū) là một khu (quận) của thành phố Cao Hùng, Trung Hoa Dân Quốc (Đài Loan). Dây là một quận nông thôn và có nhiều đồi núi trên địa bàn. Diện tích của Điền Liêu là 92,6802 km², dân số vào tháng 8 năm 2011 là 8.082 người thuộc 3.524 hộ gia đình, mật độ cư trú đạt 87,2 người/km²